# Ramzi Khaled
Ramzi Khaled (sinh ngày 2 tháng 7 năm 1992) là một cầu thủ bóng đá người Ai Cập thi đấu ở vị trí tiền vệ cho Al Ittihad.

## Danh hiệu

### Câu lạc bộ
Zamalek
- Cúp bóng đá Ai Cập: 2016